# Metatropis rufescens
Metatropis rufescens är en insektsart som först beskrevs av Herrich-schaeffer 1835.  Metatropis rufescens ingår i släktet Metatropis, och familjen styltskinnbaggar. Arten är reproducerande i Sverige.

## Bildgalleri

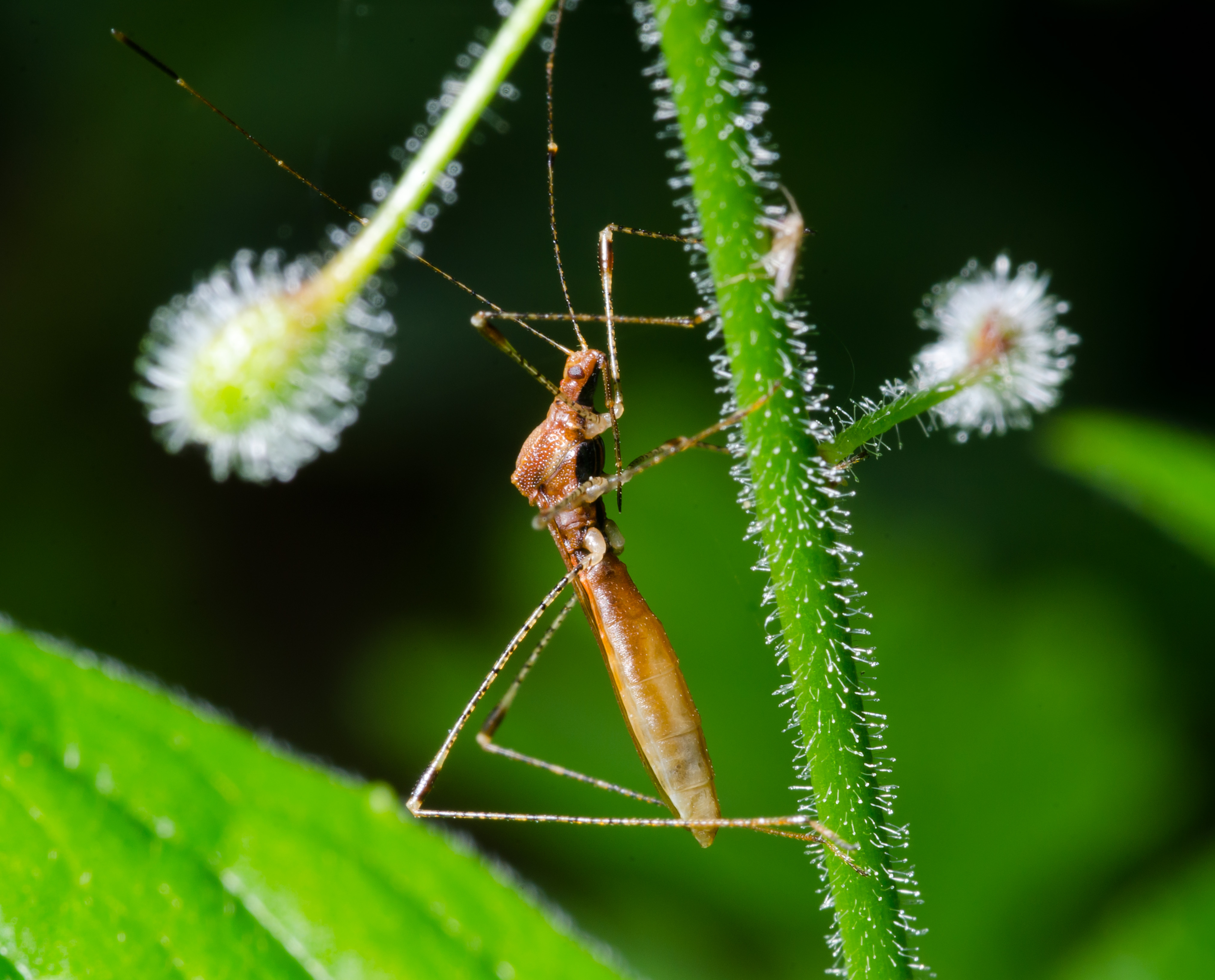